# Jean-Jacques Robert
Pour les articles homonymes, voir Jean-Jacques Robert (administrateur) et Robert (patronyme).
Jean-Jacques Robert, né le 24 avril 1924 à Marseille et mort le 18 mars 2000 à Évry, est un homme politique français. Membre du Rassemblement pour la République, il est sénateur de l’Essonne et maire de Mennecy.

## Biographie
Jean-Jacques Robert est né le 24 avril 1924 et décédé le 18 mars 2000 à l'âge de soixante-quinze ans. Il est président directeur général de société.
Jean-Jacques Robert commence sa carrière politique en 1965 en devenant maire de Mennecy dont il est conseiller municipal depuis 1953. Il conserve ce poste jusqu'en septembre 1990, date de sa démission. Non élu lors des élections sénatoriales de 1986, il remplace Jean Colin, décédé en cours de mandat en 1988 et est réélu en 1995. Il conserve son poste jusqu’à son décès en 2000. Il est conseiller général de 1967 à 1988 et conseiller régional de 1984 à 1988. Il est spécialisé dans les questions du commerce, de l'artisanat et des PME.